# Trevor Siemian
Trevor John Siemian (Windermere, 26 dicembre 1991) è un giocatore di football americano statunitense che milita nel ruolo di quarterback per i New York Jets della National Football League (NFL).

## Carriera

### Denver Broncos
Dopo avere giocato al college a football alla Northwestern University, Siemian fu scelto nel corso del settimo giro (250º assoluto) del Draft NFL 2015 dai Denver Broncos. Debuttò come professionista subentrando nella gara del 15º turno contro i Pittsburgh Steelers. A fine anno si laureò campione NFL con la vittoria dei Broncos sui Carolina Panthers nel Super Bowl 50.
Prima della stagione 2016, Peyton Manning annunciò il proprio ritiro mentre Brock Osweiler passò come free agent agli Houston Texans. Siemian fu così nominato quarterback titolare per l'inizio della stagione regolare, superando la concorrenza del veterano Mark Sanchez e del rookie scelto nel primo giro del Draft 2016 Paxton Lynch. Nella prima gara come titolare in carriera, Siemian passò 178 yard, un touchdown e subì due intercetti nella vittoria sui Panthers per 21-20. Nel terzo turno vinto contro i Cincinnati Bengals passò 312 yard e 4 touchdown senza subire intercetti, venendo premiato come giocatore offensivo della AFC della settimana e come quarterback della settimana. La sua annata si chiuse con 3.401 yard passate, 18 touchdown e 10 intercetti in 14 presenze, ma i Broncos, malgrado avere terminato con più vittorie che sconfitte (9-7) non riuscirono a qualificarsi per i playoff.
Nel secondo turno della stagione 2017, Siemian passò 4 touchdown per la seconda volta in carriera nella vittoria per 42-17 sui Dallas Cowboys, primo quarterback a passarne 4 contro i texani dal 2013. Per quella prestazione fu premiato per la seconda volta in carriera come quarterback della settimana. Dopo tre sconfitte consecutive dalla settimana 7 alla settimana 8, a Siemian fu revocato il posto di titolare, salvo riaffidarglielo nella settimana 13 dopo altre prestazioni negative di Brock Osweiler e Paxton Lynch. Nel quattordicesimo turno si infortunò alla spalla sinistra nel primo quarto, non facendo più ritorno in campo.

### Minnesota Vikings
Il 14 marzo 2018, Siemian, assieme a una scelta del settimo giro del Draft NFL 2018, fu scambiato con i Minnesota Vikings per una scelta del quinto giro del Draft 2019. Come riserva di Kirk Cousins non scese mai in campo in quella stagione.

### New York Jets
Il 20 marzo 2019 Siemian firmò un contratto di un anno con i New York Jets. Prima della gara del secondo turno fu annunciato che il titolare Sam Darnold non sarebbe sceso in campo a causa della mononucleosi, così Siemian fu nominato titolare per la gara contro i Browns. La sua partita durò però poco più di un quarto poiché fu costretto a lasciare il terreno di gioco per un infortunio alla caviglia.

### Tennessee Titans
Il 19 agosto 2020 Siemian firmò con i Tennessee Titans.

### New Orleans Saints
Il 20 novembre 2020 Siemian firmò con i New Orleans Saints dopo l'infortunio di Drew Brees. Nel 2021, dopo il ritiro di Brees e l'infortunio di Jameis Winston, fu nominato titolare.

### Chicago Bears
Il 29 marzo 2022 Siemian firmò un contratto biennale con i Chicago Bears. Nel dodicesimo turno partì come titolare nella gara contro i Jets a causa dell'infortunio di Justin Fields, passando 179 yard, un touchdown e un intercetto nella sconfitta per 31-10.

### Ritorno ai Jets
Il 26 settembre 2023, dopo l'infortunio di Aaron Rodgers, Siemian firmó con la squadra di allenamento per fare ritorno ai Jets. Nel tredicesimo turno subentrò al titolare Tim Boyle che stava disputando una cattiva prestazione ma non fece meglio, completando 5 passaggi su 13 e commettendo tre fumble (di cui uno perduto) nella sconfitta con gli Atlanta Falcons. Due settimane dopo subentrò nel primo tempo dopo che Zach Wilson aveva subito una commozione cerebrale ma faticò subendo due intercetti nella sconfitta per 30-0 contro i Miami Dolphins. Nel sedicesimo turno, con Wilson infortunato, partì come titolare contro i Washington Commanders passando 217 yard, un touchdown e un intercetto nella vittoria per 30-28. Dopo una sconfitta con i Cleveland Browns, nell'ultima giornata i Jets batterono i New England Patriots dopo 15 sconfitte consecutive e 2.933 giorni, in una partita in cui, in mezzo a una bufera di neve, Siemian passò 70 yard, senza touchdown e intercetti. La sua stagione si chiuse con 724 yard passate, 2 touchdown e 4 intercetti subiti in 5 presenze, di cui 3 come titolare.

## Palmarès

### Franchigia
- Super Bowl : 1

Denver Broncos: 50
- American Football Conference Championship: 1

Denver Broncos: 2015

### Individuale
- Giocatore offensivo della AFC della settimana: 1

3ª del 2016
- Quarterback della settimana: 2

3ª del 2016, 2ª del 2017